# De Markthallen
De Markthallen is een sociaal-cultureel centrum in het Belgisch-Limburgse Herk-de-Stad, gelegen aan de Markt.
Het betreft een drietal neoclassicistische bouwwerken die symmetrisch om een binnenplaats zijn gegroepeerd. Ze werden ontworpen door Lambert Jaminé jr. en zijn gebouwd tussen 1870 en 1873. Het betrof oorspronkelijk een gemeentehuis met rechtszaal, een onderwijzerswoning en een school.
In 1983 werd dit ensemble beschermd als monument en in 1994 werd het complex verbouwd tot sociaal-cultureel centrum. Hierbij werden de gebouwen geheel gerenoveerd en door met glazen koepels overwelfde straten met elkaar verbonden.